# 維克托 (紐約州)
維克托（英語：Victor）是一個位於美國紐約州安大略縣的鎮。

## 人口
根據2020年美國人口普查的數據，維克托的面積為93.06平方千米，當中陸地面積為93.03平方千米，而水域面積為0.03平方千米。當地共有人口15969人，而人口密度為每平方千米172人。